# Paraba tingauna
Paraba tingauna ist eine Art der Landplanarien, die in Brasilien gefunden wurde.

## Merkmale
Der Holotyp der Art Paraba tingauna hat lebend einen schlanken Körper, der eine Länge von 19 Millimetern und eine Breite von 1,8 Millimetern aufweist. Das Hinterende ist abgerundet, das Vorderende läuft spitz zu. Sowohl die Rücken-, als auch die Bauchseite zeigen eine weißliche Grundfärbung. Auf den ersten drei Millimetern befinden sich in der Mitte ein schwarzer Längsstreifen sowie mit etwas Abstand dazu zwei weitere dünne schwarze Streifen. Dahinter befinden sich drei bis fünf breite braune bis rostfarbene Querbanden, die vorne und hinten mit schwarzen Banden abschließen. Auf den dunklen Querstreifen und zwischen den hinteren Querstreifen befinden sich wenige graue bis schwarze Flecken, die zum Hinterende häufiger werden. Die Querstreifen verlaufen bis zu den Körperrändern und laufen auf der Bauchseite als Punkte aus, bei manchen Individuen verlaufen sie auch vollständig auf der Bauchseite. Viele Augen verteilen sich in einer unregelmäßigen Reihe vom Vorder- bis zum Hinterende. Die Kriechsohle macht ungefähr 81 % der Körperbreite aus.
Der Kopulationsapparat weist eine konische bis zylindrische, horizontale Penispapille im männlichen Atrium genitale auf.

## Lebensweise
Die zwittrigen Landplanarien pflanzen sich sexuell fort.

## Etymologie
Das Artepitheton tingauna ist eine Kombination zweier Worte aus der Tupi-Sprache tinga (dt. weiß) und una (dt. schwarz, dunkel). Die Wortkreation bezieht sich auf die Färbung des Rückens.

## Verbreitung
Die Art wurde im Schutzgebiet Parque Estadual da Serra do Tabuleiro im brasilianischen Bundesstaat Santa Catarina entdeckt. Der Fundort ist vor allem mit einem Wald bedeckt, in dem feuchtigkeitstolerante Pflanzen wachsen.